# E101号線
E101号線 (E101ごうせん、英: European route E101) はロシアのモスクワとウクライナのキエフを結ぶ、欧州自動車道路のBクラス幹線道路。

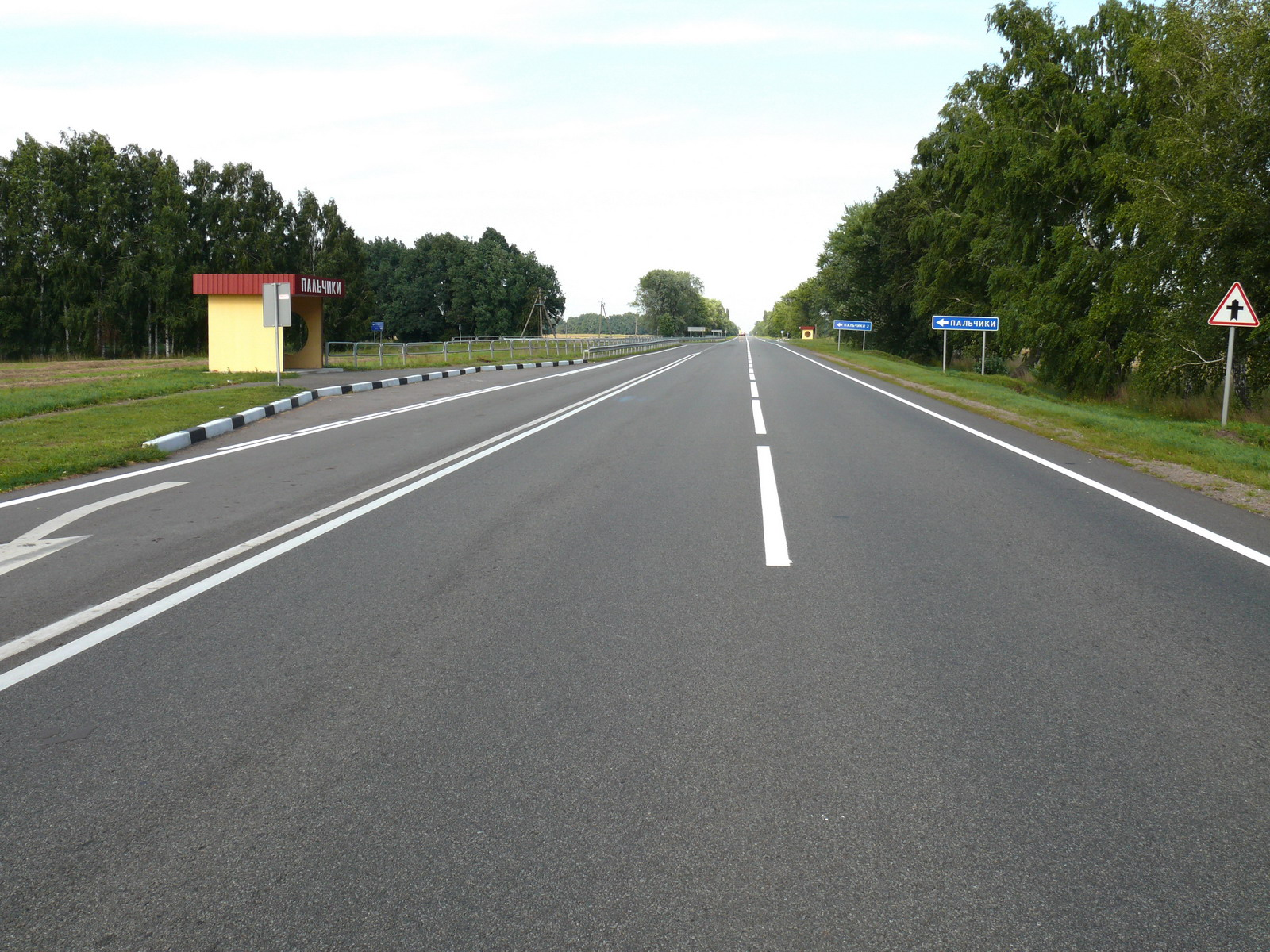
バトゥールィン

## 経路
モスクワ – カルーガ – ブリャンスク – フルーヒウ – キエフ